# Molekularna orbitalna teorija
Molekularna orbitalna teorija je metoda za določanje molekularnih struktur, v katerih elektroni ne pripadajo posameznim vezem med atomi, ampak se obravnavajo kot da se gibljejo pod vplivom vseh atomskih jeder v molekuli.
Elektroni so temeljni gradniki snovi in kemijskih vezi, zato so kemiki in fiziki skrbno preučevali njihovo vlogo. Med atomi v molekuli lahko praviloma nastanejo največ tri vezi. Enojna kovalentna vez sigma (σ)  je posledica vzajemnega delovanja jeder dveh diskretnih atomov. Večkratne dodatne vezi pi (π) nastanejo s prekrivanjem atomskih orbital s podobnimi simetrijami. Elektroni v vezeh σ so v prostoru med jedroma, medtem ko so elektroni vezi π delokalizirani v področju nad jedri in pod njimi.
Prostorske in energijske lastnosti elektronov znotraj atomov so določene z kvantno mehaniko.  Medtem ko atomske orbitale vsebujejo elektrone, ki pripadajo posameznemu atomu, vsebujejo molekulske orbitale vezne elektrone med atomi in pripadajo več atomom v molekuli. Molekularna orbitalna teorija, ki so jo predlagali na začetku 20. stoletja, je radikalno spremenila teorijo, ki je molekularne orbitale obravnavala kot linearno kombinacijo atomskih orbital (LCAO). Ti približki so bili narejeni s teorijo funkcionala gostot in Hartree-Fockovimi modeli Schrödingerjeve enačbe.
Teorija molekularnih orbital upošteva valovne lastnosti elektronov, kot jih napoveduje kvantna mehanika, s tem, da elektroni niso več deterministično podani z definiranimi koordinatami, ampak z verjetnimi lokacijami po matematičnih valovnih funkcijah, ki opredeljujejo vse možne položaje elektronov. Te valovne funkcije ali elektronske lastne funkcije kvantitativno opisujejo atomske orbitale, na katerih se elektroni lahko začasno zadržujejo, molekularne orbitale pa so posledica mešanja teh atomskih orbital. Po molekularni orbitalni teoriji ima vsaka molekula niz molekularnih orbital, za katere se predpostavlja, da se molekularna valovna funkcija ψj lahko zapiše kot enostavna ponderirana vsota n konstitutivnih atomskih orbital χi:
{\displaystyle \psi _{j}=\sum _{i=1}^{n}c_{ij}\chi _{i}.}
Koeficiente cij se lahko izračuna s substitucijo te enačbe v Schrödingerjevo enačbo in uporabo variacijskega načela. Metoda se imenuje aproksimacija linerane kombinacije atomskih orbital (LCAO) in je uporabna v računalniški kemiji. 
Molekularno orbitalno teorijo so v 30. letih 20. stoletja obravnavali kot tekmico valenčne teorije vezi, potem pa je postalo jasno, da sta obe metodi zelo sorodni in da z manjšimi dopolnitvami postaneta ekvivalentni.